# Hypocrita euploeoides
Hypocrita euploeoides är en fjärilsart som beskrevs av Druce 1884. Hypocrita euploeoides ingår i släktet Hypocrita och familjen björnspinnare. Inga underarter finns listade i Catalogue of Life.